# Шомодь
Шо́модь (угор. Somogy) — медьє на південному заході Угорщини між озером Балатон та кордоном із Хорватією. Межує з медьє Зала, Веспрем, Толна, Бараня та Феєр. Адміністративний центр — Капошвар.